# L’Aigle (meteoryt)
L’Aigle – meteoryt kamienny należący do chondrytów typu L6, który spadł 26 kwietnia 1803 roku w miejscowości L’Aigle w regionie Dolna Normandia we Francji. Meteoryt L’Aigle spadł w postaci deszczu meteorytowego. Na miejsce spadku Francuska Akademia Nauk wysłała Jean-Baptiste’a Biota w celu zbadania zjawiska. Po raz pierwszy stwierdzono wtedy pozaziemskie pochodzenie meteorytów. Wcześniej doniesienia o upadku „kamieni z nieba” traktowano bardzo sceptycznie.